# Adrián González (cyclisme)
Pour les articles homonymes, voir Adrian Gonzalez et Gonzalez.
González  Velasco est un nom espagnol. Le premier nom de famille, en général paternel, est González ; le second, en général maternel, souvent omis, est Velasco.
Adrián González Velasco, né le 13 septembre 1992 à Burgos, est un coureur cycliste espagnol.

## Biographie
Originaire de Burgos, Adrián González obtient son premier vélo dès l'âge de 3 ans, de la marque Orbea. Après avoir pratiqué le basket-ball durant 10 ans, il commence la compétition assez tardivement en 2009 à l'âge de 17 ans, au sein du club de sa ville Grúas Bellver,.
Il devient coureur professionnel en 2015, au sein de la nouvelle équipe continentale basque Murias Taldea. Il se distingue notamment pour sa première saison à ce niveau au Tour de la communauté de Madrid, où il se classe troisième de la seconde et dernière étape. En 2016, il est dixième des Boucles de l'Aulne.
Il confirme une nouvelle fois sa petite pointe de vitesse au cours de l'année 2017 en terminant huitième d'une étape du Tour de Bretagne, neuvième d'étape sur le Tour de Castille-et-León, quatorzième du Circuit de Getxo ou encore dix-huitième du Trofeo Palma. Pour la saison 2018, il s'engage en faveur de la formation Burgos BH, où il pourra occuper entre autres un rôle de « poisson pilote » pour le sprinteur de l'équipe Daniel López.

## Palmarès
- 2013
  - 2e du Premio Ayuntamiento de Sopelana
  - 3e du championnat de Castille-et-León du contre-la-montre
- 2014
  - Champion de Castille-et-León sur route espoirs

## Classements mondiaux
| Année           | 2015   | 2016 | 2017   |
| --------------- | ------ | ---- | ------ |
| UCI Europe Tour | 1 023e | 899e | 1 275e |